# Final Mundial de Atletismo 2003
La 1a Final Mundial de Atletismo de la IAAF se realizó en el Estadio Louis II en Mónaco el 13 y 14 de septiembre de 2003. Los eventos de lanzamiento de martillo se realizaron en Szombathely, Hungría  el 7 de septiembre de 2003.

## Medallistas

### Eventos Hombres
| Event                   | 1o:                                 | 2o:                                    | 3o:                                |
| ----------------------- | ----------------------------------- | -------------------------------------- | ---------------------------------- |
| 100 m                   | Bernard Williams, Estados Unidos    | John Capel, Estados Unidos             | Uchenna Emedolu, Nigeria           |
| 110 m vallas            | Allen Johnson, Estados Unidos       | Terrence Trammell, Estados Unidos      | Staņislavs Olijars, Letonia        |
| 200 m                   | Joshua Johnson, Estados Unidos      | Shawn Crawford, Estados Unidos         | Stéphan Buckland, Mauricio         |
| 400 m                   | Jerome Young, Estados Unidos        | Michael Blackwood, Jamaica             | Alleyne Francique, Grenada         |
| 400 m vallas            | Félix Sánchez, República Dominicana | Kemel Thompson, Jamaica                | Danny McFarlane, Jamaica           |
| 800 m                   | Wilfred Bungei, Kenia               | Joseph Mutua, Kenia                    | André Bucher, Suiza                |
| 1,500 m                 | Paul Korir, Kenia                   | Alex Kipchirchir, Kenia                | Ivan Heshko, Ucrania               |
| 3,000 m                 | Kenenisa Bekele, Etiopía            | John Kibowen, Kenia                    | Abraham Chebii, Kenia              |
| 3,000 m obstáculos      | Saif Saaeed Shaheen, Catar          | Paul Kipsiele Koech, Kenia             | Ezekiel Kemboi, Kenia              |
| 5,000 m                 | Eliud Kipchoge, Kenia               | Richard Limo, Kenia                    | Gebregziabher Gebremariam, Etiopía |
| Salto de longitud       | Dwight Phillips, Estados Unidos     | Hussein Taher Al-Sabee, Arabia Saudita | Ignisious Gaisah, Ghana            |
| Salto triple            | Christian Olsson, Suecia            | Walter Davis, Estados Unidos           | Kenta Bell, Estados Unidos         |
| Salto de altura         | Yaroslav Rybakov, Rusia             | Stefan Holm, Suecia                    | Jamie Nieto, Estados Unidos        |
| Salto con pértiga       | Tim Lobinger, Alemania              | Okkert Brits, Sudáfrica                | Dmitri Markov, Australia           |
| Lanzamiento de bala     | Christian Cantwell, Estados Unidos  | Yuriy Bilonoh, Ucrania                 | Andrei Mikhnevich, Bielorrusia     |
| Lanzamiento de disco    | Virgilijus Alekna, Lituania         | Róbert Fazekas, Hungría                | Vasiliy Kaptyukh, Bielorrusia      |
| Lanzamiento de jabalina | Sergey Makarov, Rusia               | Jan Železný, República Checa           | Boris Henry, Alemania              |
| Lanzamiento de martillo | Adrián Annus, Hungría               | Libor Charfreitag, Eslovaquia          | Ivan Tikhon, Bielorrusia           |

### Eventos de Mujeres
| Event                   | 1st:                               | 2nd:                            | 3rd:                            |
| ----------------------- | ---------------------------------- | ------------------------------- | ------------------------------- |
| 100 m                   | Chryste Gaines, Estados Unidos     | Christine Arron, Francia        | Torri Edwards, Estados Unidos   |
| 100 m vallas            | Gail Devers, Estados Unidos        | Glory Alozie, España            | Miesha McKelvy, Estados Unidos  |
| 200 m                   | Muriel Hurtis, Francia             | Anastasiya Kapachinskaya, Rusia | Torri Edwards, Estados Unidos   |
| 400 m                   | Ana Guevara, México                | Lorraine Fenton, Jamaica        | Tonique Williams, Bahamas       |
| 400 m vallas            | Sandra Glover, Estados Unidos      | Andrea Blackett, Barbados       | Ionela Târlea, Rumania          |
| 800 m                   | Maria de Lurdes Mutola, Mozambique | Kelly Holmes, Reino Unido       | Mina Aït Hammou, Marruecos      |
| 1,500 m                 | Süreyya Ayhan, Turquía             | Jackline Maranga, Kenia         | Hayley Tullett, Reino Unido     |
| 3,000 m                 | Edith Masai, Kenia                 | Yelena Zadorozhnaya, Rusia      | Joanne Pavey, Reino Unido       |
| 5,000 m                 | Elvan Abeylegesse, Turquía         | Derartu Tulu, Etiopía           | Tirunesh Dibaba, Etiopía        |
| Salto de longitud       | Eunice Barber, Francia             | Tatyana Kotova, Rusia           | Grace Upshaw, Estados Unidos    |
| Salto triple            | Tatyana Lebedeva, Rusia            | Yamilé Aldama, Cuba             | Françoise Mbango Etone, Camerún |
| Salto de altura         | Hestrie Cloete, Sudáfrica          | Vita Palamar, Ucrania           | Kajsa Bergqvist, Suecia         |
| Salto con pértiga       | Tatyana Polnova, Rusia             | Svetlana Feofanova, Rusia       | Stacy Dragila, Estados Unidos   |
| Lanzamiento de bala     | Vita Pavlysh, Ucrania              | Svetlana Krivelyova, Rusia      | Nadzeya Astapchuk, Bielorrusia  |
| Lanzamiento de disco    | Věra Pospíšilová, República Checa  | Aretha Hill, Estados Unidos     | Ekaterini Voggoli, Grecia       |
| Lanzamiento de jabalina | Tatyana Shikolenko, Rusia          | Steffi Nerius, Alemania         | Nikolett Szabó, Hungría         |
| Lanzamiento de martillo | Yipsi Moreno, Cuba                 | Olga Kuzenkova, Rusia           | Mihaela Melinte, Rumania        |

## Tabla de Medallas
| Medallas por país |                                    |     |       |        |       |
| #                 | País                               | Oro | Plata | Bronce | Total |
| 1                 | Bandera de Estados Unidos          | 9   | 5     | 7      | 21    |
| 2                 | Bandera de Rusia                   | 5   | 6     | 0      | 11    |
| 3                 | Bandera de Kenia                   | 4   | 6     | 2      | 12    |
| 4                 | Bandera de Francia                 | 2   | 1     | 0      | 3     |
| 5                 | Bandera de Turquía                 | 2   | 0     | 0      | 2     |
| 6                 | Bandera de Ucrania                 | 1   | 2     | 1      | 4     |
| 7                 | Bandera de Etiopía                 | 1   | 1     | 2      | 4     |
| 8                 | Bandera de Alemania                | 1   | 1     | 1      | 3     |
| 8                 | Bandera de Hungría                 | 1   | 1     | 1      | 3     |
| 8                 | Bandera de Suecia                  | 1   | 1     | 1      | 3     |
| 11                | Bandera de Cuba                    | 1   | 1     | 0      | 2     |
| 11                | Bandera de República Checa         | 1   | 1     | 0      | 2     |
| 11                | Bandera de Sudáfrica               | 1   | 1     | 0      | 2     |
| 14                | Bandera de la República Dominicana | 1   | 0     | 0      | 1     |
| 14                | Bandera de Lituania                | 1   | 0     | 0      | 1     |
| 14                | Bandera de México                  | 1   | 0     | 0      | 1     |
| 14                | Bandera de Mozambique              | 1   | 0     | 0      | 1     |
| 14                | Bandera de Catar                   | 1   | 0     | 0      | 1     |
| 19                | Bandera de Jamaica                 | 0   | 3     | 1      | 4     |
| 20                | Bandera del Reino Unido            | 0   | 1     | 2      | 3     |
| 21                | Bandera de Barbados                | 0   | 1     | 0      | 1     |
| 21                | Bandera de Arabia Saudita          | 0   | 1     | 0      | 1     |
| 21                | Bandera de Eslovaquia              | 0   | 1     | 0      | 1     |
| 21                | Bandera de España                  | 0   | 1     | 0      | 1     |
| 25                | Bandera de Bielorrusia             | 0   | 0     | 4      | 4     |
| 26                | Bandera de Rumania                 | 0   | 0     | 2      | 2     |
| 27                | Bandera de Australia               | 0   | 0     | 1      | 1     |
| 27                | Bandera de Bahamas                 | 0   | 0     | 1      | 1     |
| 27                | Bandera de Camerún                 | 0   | 0     | 1      | 1     |
| 27                | Bandera de Grecia                  | 0   | 0     | 1      | 1     |
| 27                | Bandera de Ghana                   | 0   | 0     | 1      | 1     |
| 27                | Bandera de Granada                 | 0   | 0     | 1      | 1     |
| 27                | Bandera de Letonia                 | 0   | 0     | 1      | 1     |
| 27                | Bandera de Mauricio                | 0   | 0     | 1      | 1     |
| 27                | Bandera de Marruecos               | 0   | 0     | 1      | 1     |
| 27                | Bandera de Nigeria                 | 0   | 0     | 1      | 1     |
| 27                | Bandera de Suiza                   | 0   | 0     | 1      | 1     |